# (11360) Formigine
(11360) Formigine est un astéroïde de la ceinture principale.

## Description
(11360) Formigine est un astéroïde de la ceinture principale. Il fut découvert le 24 février 1998 à Bologne par l'observatoire San Vittore. Il présente une orbite caractérisée par un demi-grand axe de 2,41 UA, une excentricité de 0,13 et une inclinaison de 2,8° par rapport à l'écliptique.

## Compléments